# Arbeitskreis Maschinen- und Elektrotechnik staatlicher und kommunaler Verwaltungen
Der Arbeitskreis Maschinen- und Elektrotechnik staatlicher und kommunaler Verwaltungen (kurz: AMEV) ist ein Fachgremium auf dem Gebiet der Maschinen- und Elektrotechnik.

## Geschichte
AMEV ist der Nachfolger des 1952 als „Arbeitskreis Heizungs- und Maschinenwesen staatlicher und kommunaler Verwaltungen (AHMV)“, der wiederum Nachfolger der 1905 gegründeten „Vereinigung von Ingenieuren der Heizungstechnik im öffentlichen Dienst zum Erfahrungsaustausch und zur Lösung von fachlichen Problemen beim Technikeinsatz“ war.
Der AMEV war ab Gründung bis 1998 dem Bundesministerium für Raumordnung, Bauwesen und Städtebau (BMBau) zugeordnet, bis das BMBau 1998 mit dem Bundesverkehrsministerium zum Bundesministerium für Verkehr, Bau- und Wohnungswesen vereinigt wurde. 2013 wurde der Bereich Bauwesen und Stadtentwicklung (mit dem AMEV) vom BMV getrennt und an das BMU angegliedert. 2018 wurde er dem Bundesministerium des Innern, für Bau und Heimat zugeschlagen. 2021 wurde die Geschäftsstelle des AMEV in das neu gebildete Bundesministerium für Wohnen, Stadtentwicklung und Bauwesen (BMWSB) übertragen. Leiter der Geschäftsstelle ist seit 2024 Oliver Dahms.

## Aufgabe
Der AMEV soll das gesamte Bauwesen der öffentlichen Hand bei Planung, Bau und Betrieb der Technischen Gebäudeausrüstung (TGA) und dem technischen Facilitymanagement unterstützen. Er veröffentlicht regelmäßig Empfehlungen beispielsweise zu Planung, Bau und Betrieb von Brandmelde- oder Kälteanlagen.
Die Empfehlungen des AMEV sind im Bereich der öffentlichen Verwaltung in der Regel verbindlich, soweit nicht verwaltungsinterne Regelungen wie Erlasse oder Verwaltungsvorschriften Gegenteiliges vorsehen.
Hierbei werden insbesondere folgende Aufgaben wahrgenommen:
- Erarbeitung von Empfehlungen für Planung, Erstellung und Betrieb von Anlagen der Technischen Ausrüstung
- Erfahrungsaustausch einschließlich Auswertung
- Gegenseitige Unterrichtung über neue TGA-relevante Vorschriften und Regelwerke
- Praxisbezogene Grundlagen- und Grunddatenermittlung
- Erarbeitung von Kosten- und sonstigen Richtwerten
- Förderung der Anwendung der automatisierten Datenverarbeitung
- Weiterentwicklung des Vergabewesens; Mitarbeit im DVA
- Vorschläge zur Vertragsgestaltung für Leistungen freiberuflich tätiger Ingenieure
- Empfehlungen zur Aus- und Fortbildung von Fachkräften
- Gegenseitige Unterrichtung über Forschungsvorhaben und Forschungsergebnisse mit dem Ziel einer abgestimmten Umsetzung in die Praxis

Dabei werden der jeweils neueste Stand der Technik, die haushaltsrechtlich gebotene Wirtschaftlichkeit und andere wichtige Zielsetzungen wie Klimaschutz und Energieeinsparung besonders berücksichtigt. Der AMEV erfüllt seine Aufgaben in Abstimmung und Zusammenarbeit mit gleichgerichtet arbeitenden Institutionen.

## Mitglieder
Der AMEV hat bis zu 52 Mitglieder. Dabei stellen
- die Bundesbauverwaltungen insgesamt bis zu fünf,
- die Hochbauverwaltungen der Länder insgesamt bis zu 22,
- die Bauverwaltungen der kommunalen Spitzenverbände insgesamt bis zu 22,
- und sonstige bis zu drei Mitglieder.

Die Mitgliedschaft erlischt automatisch, wenn das Mitglied aus dem aktiven Dienst ausscheidet oder das Mitglied den ernennenden Verwaltungsbereich verlässt (Dienststellenwechsel). Darüber hinaus kann bei Vorliegen eines sonstigen wichtigen Grundes der Beirat ein Mitglied abberufen.
Die Mitglieder wählen aus ihrem Kreis für die Dauer von 3 Jahren einen Vorsitzenden und zwei Stellvertreter, eine einmalige Wiederwahl ist möglich. Derzeitiger AMEV-Vorsitzender ist Ing. Robert Schmidt, Abteilungsleiter im Gebäudemanagement der Stadt Aachen.